# Steven Peel
Steven Peel es un deportista australiano que compitió en vela en la clase Soling. Ganó una medalla de oro en el Campeonato Mundial de Soling de 1997.

## Palmarés internacional
| \| Campeonato Mundial \| Campeonato Mundial \| Campeonato Mundial \| Campeonato Mundial \| \| Año \| Lugar \| Medalla \| Clase \| \| ------------------ \| -------------------- \| ------------------ \| ------------------ \| \| 1997 \| Rungsted (Dinamarca) \| Medalla de oro \| Soling \| |                      |                |        |
| Campeonato Mundial |                      |                |        |
| Año | Lugar                | Medalla        | Clase  |
| 1997 | Rungsted (Dinamarca) | Medalla de oro | Soling |